# أرييه إلياس
ارييه الياس (بالعبرية: אריה אליאס‏) هو ممثل إسرائيلي، ولد في 1 أبريل 1921 ببغداد في العراق، وتوفي في 7 مايو 2015 برمات غان في إسرائيل. من الجوائز التي نالها جائزة أوفير سنة 2012 وجائزة أوفير سنة 2013. يتكلم العربية بالإضافة إلى العبرية.

## جوائز
- جائزة أوفير (2012)
- جائزة أوفير (2013)

## وصلات خارجية
- أرييه إلياس على موقع IMDb (الإنجليزية)
- أرييه إلياس على موقع ميوزك برينز (الإنجليزية)
- أرييه إلياس على موقع قاعدة بيانات الفيلم (الإنجليزية)